# Virola venosa
Virola venosa är en tvåhjärtbladig växtart som först beskrevs av George Bentham, och fick sitt nu gällande namn av Otto Warburg. Virola venosa ingår i släktet Virola och familjen Myristicaceae. Inga underarter finns listade i Catalogue of Life.